# Filip Chlup
Filip Chlup (* 10. Juni 1985 in Vyškov) ist ein tschechischer Fußballspieler.

## Vereinskarriere
Filip Chlup begann mit dem Fußballspielen beim SK Slavkov u Brna. Im Alter von zwölf Jahren wechselte er zu Boby Brünn, heute FC Brünn. Der Mittelfeldspieler schaffte Anfang 2004 den Sprung aus dem Juniorenbereich in die B-Mannschaft des Klubs, die in der 2. tschechischen Liga spielte. Zur Saison 2005/06 gelang Chlup der Sprung in den Profikader. In zwei Spielzeiten absolvierte er 24 Erstligaspiele für den FC Brünn.
In der Saison 2007/08 spielte Chlup nur noch für das B-Team. Im Juni 2008 wechselte der Mittelfeldspieler zum niederländischen Zweitligisten RBC Roosendaal. Chlup kehrte im Januar 2010 nach Brünn zurück.

## Nationalmannschaft
Chlup spielte im Jahr 2002 zwei Mal für die tschechische U18-Auswahl.